# مشکین‌تپه
مشکین‌تپه روستایی از توابع بخش مرکزی شهرستان بوئین‌زهرا در استان قزوین ایران است.

## جمعیت
این روستا در دهستان زهرای بالا قرار دارد و براساس سرشماری مرکز آمار ایران در سال ۱۳۸۵، جمعیت آن ۳۴۶ نفر (۱۰۳خانوار) بوده است.

## تپه ساسانی مشکین‌تپه
مشکین‌تپه، یکی از مهم‌ترین محوطه‌های تاریخی دشت قزوین، در بخش مرکزی شهرستان بویین‌زهرا واقع شده است. این محوطه باستانی که بر اساس عکس‌های هوایی دهه ۴۰ خورشیدی به صورت برآمدگی بزرگ و تپه‌های گسترده دیده می‌شود، به دوره‌های ساسانی و اسلامی تعلق دارد و در تاریخ ۲ آبان ۱۳۸۲ با شماره ثبت ۱۰۵۵۶ در فهرست آثار ملی ایران به ثبت رسیده است.
با وجود اهمیت تاریخی مشکین‌تپه، تاکنون مطالعات منسجمی در زمینه معرفی و حفاظت از آن انجام نشده است. از سال ۱۳۹۰، اداره کل میراث فرهنگی استان قزوین با همکاری دانشگاه تهران، بازدیدها و دوره‌های آموزشی برای دانشجویان باستان‌شناسی در این محوطه برگزار کرده است. این همکاری در نهایت منجر به آغاز مطالعات باستان‌شناسی و کاوش‌های آموزشی در سال ۱۴۰۲ شد.
به منظور جلوگیری از تخریب مشکین‌تپه، دور جدیدی از کاوش‌ها تحت عنوان «گمانه‌زنی به منظور تعیین عرصه و پیشنهاد حریم محوطه مشکین تپه» با مجوز پژوهشگاه میراث فرهنگی و گردشگری و از محل اعتبارات استانی آغاز شده است. بخش نخست این برنامه در سال ۱۴۰۳ خورشیدی در بخش جنوبی مشکین‌تپه اجرا شده است.